# Solanum pubescens
Solanum pubescens är en potatisväxtart som beskrevs av Carl Ludwig von Willdenow. Solanum pubescens ingår i släktet skattor som ingår i familjen potatisväxter. Inga underarter finns listade i Catalogue of Life.